# 経賢
経賢（けいけん、生没年不詳）は、南北朝時代の僧・歌人。武家の二階堂氏。父は僧で歌人の頓阿。子に僧で歌人の尭尋がいる。
1364年の『新拾遺和歌集』の撰定では父頓阿を補助をつとめている。また、年中行事歌合、新玉津島社歌合などの歌合にたびたび参加している。父の没後は仁和寺にあった山荘葵花園（さいけえん）と常光院を継承し、その後法印・大僧都に任じられた。
『新続古今和歌集』以下の勅撰和歌集に和歌が入集している。